# Brian Donlevy

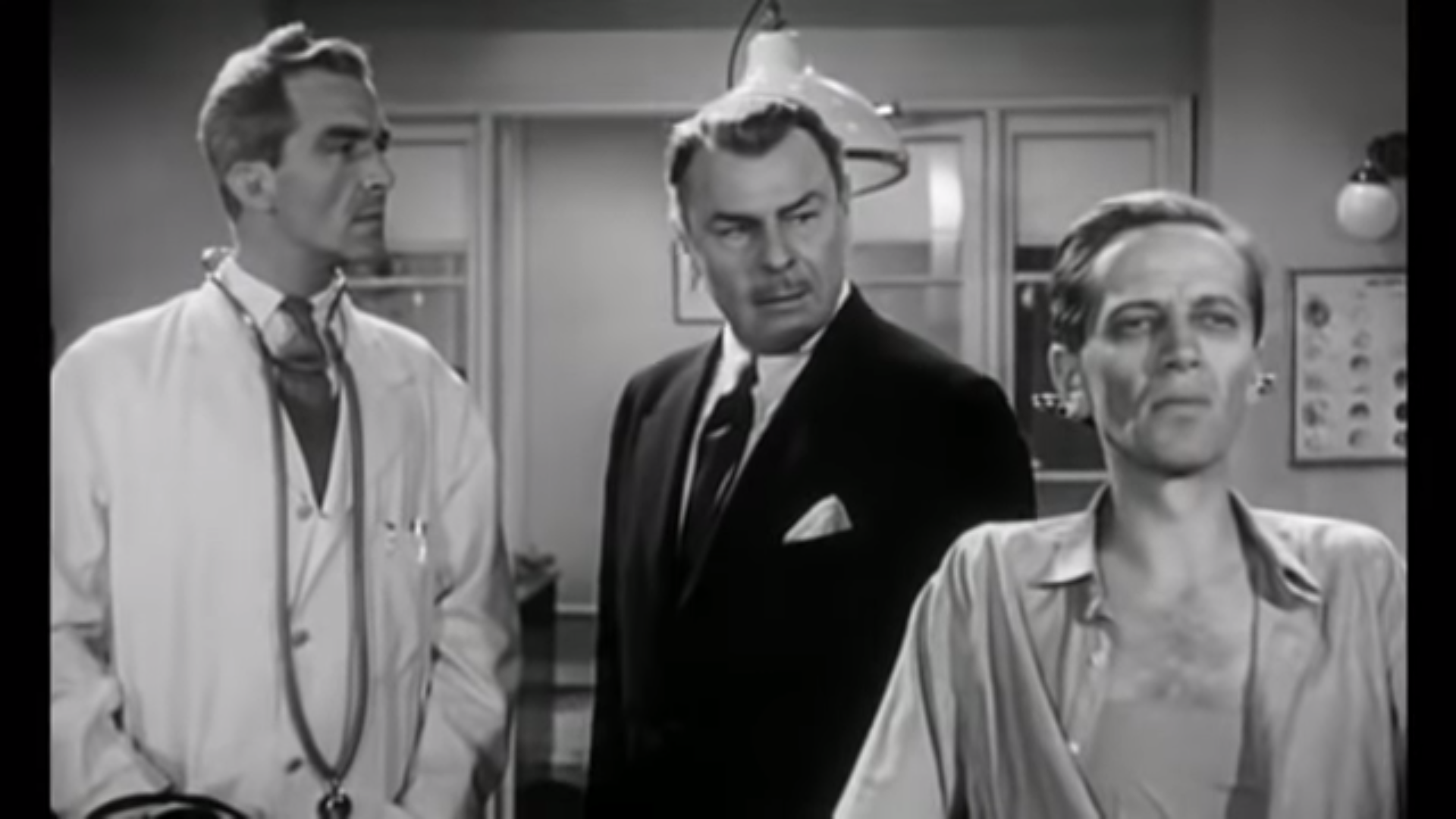
David King-Wood, Brian Donlevy y Richard Wordsworth en El experimento del doctor Quatermass

Brian Donlevy (9 de febrero de 1901-5 de abril de 1972) fue un actor estadounidense de origen irlandés, conocido por sus interpretaciones de tipos duros, principalmente en papeles de reparto, entre las décadas de 1930 y 1960. Entre sus filmes más conocidos destacan Beau Geste (1939) y The Great McGinty (1940). 

## Primeros años
Su verdadero nombre era Waldo Brian Donlevy, y nació en Belfast, Irlanda del Norte. Tres meses después de su nacimiento, su familia se trasladó a Cleveland (Ohio). Cuando tenía dos años se mudaron de nuevo, esta vez a Minnesota. 
Donlevy entró en el Ejército de los Estados Unidos en 1916, y sirvió como piloto durante la Primera Guerra Mundial. Tras la guerra continuó un breve tiempo en el ejército, hasta que decidió dedicarse a la interpretación.

## Carrera como actor
Empezó a actuar en Nueva York en los primeros años veinte, y en el curso de la década trabajó en muchas producciones teatrales y en numerosos papeles en el cine mudo.
La gran oportunidad de Donlevy llegó en 1935, cuando fue elegido para trabajar en Barbary Coast, con Edward G. Robinson. A este título siguieron otros muchos, con varios papeles de importancia. En 1939 fue nominado al Oscar al mejor actor de reparto por su papel de sargento Markoff en Beau Geste, aunque finalmente el premio lo recibió Thomas Mitchell gracias a su interpretación en La diligencia.
El año siguiente interpretó el papel por el cual es quizás más recordado, el de McGinty en The Great McGinty, papel que retomó cuatro años más tarde en The Miracle of Morgan's Creek. En 1942 Donlevy protagonizó Wake Island y The Glass Key. En 1955 hizo el papel principal del film británico de ciencia ficción y horror El experimento del doctor Quatermass, producido por la compañía Hammer Productions. La película se basaba en una serie producida en 1953 por la BBC One. Se eligió a Donlevy por su origen irlandés y por haberse criado en los Estados Unidos, en un intento de llegar a más audiencia americana. La película fue un éxito, y Donlevy rodó una secuela, Quatermass 2, en 1957. 
Además de su carrera en el cine, que se prolongó hasta el momento de su muerte, Donlevy también trabajó en la radio, incluyendo una versión de The Great McGinty. Asimismo actuó en varias series televisivas desde finales de la década de 1940 a mediados de la de 1960, actuando como artista invitado en episodios de algunas tan populares como Perry Mason, Wagon Train y Rawhide, al igual que en su propia serie en los años cincuenta, Dangerous Assignment. En 1957 intervino en la adaptación por la CBS de la novela de A. J. Cronin Beyond This Place. Su último papel para el cine fue en The Winner, título estrenado en 1969.

## Vida personal
Donlevy se casó en tres ocasiones: con Yvonne Grey entre 1928 y 1936; después con la actriz Marjorie Lane, entre 1936 y 1938; y, finalmente con Lillian Lugosi (viuda de Béla Lugosi, el actor famoso por interpretar a Drácula) desde 1966 hasta el momento de la muerte de Donlevy. 
Brian Donlevy falleció en 1972 en Woodland Hills (Los Ángeles), California, a causa de un cáncer de esófago, a los 78 años de edad. Fue incinerado, y sus cenizas esparcidas por la Bahía de Santa Mónica.
Por su trabajo televisivo, recibió una estrella en el Paseo de la Fama de Hollywood, en el 1551 de Vine Street.

## Filmografía parcial
- Barbary Coast (La ciudad sin ley) (1935)
- In Old Chicago (1937)
- Jesse James (Tierra de audaces) (1939)
- Unión Pacífico (1939)
- Beau Geste (1939)
- Allegheny Uprising (1939)
- Destry Rides Again (Arizona) (1939)
- The Great McGinty (1940)
- Billy the Kid (Billy el niño) (1941)
- Wake Island (1942)
- The Glass Key (La llave de cristal, 1942)
- Stand by for Action (1942)
- Hangmen Also Die! (Los verdugos también mueren) (1943)
- The Miracle of Morgan's Creek (1944)
- Two Years Before the Mast (Revolución en alta mar) (1946)
- The Virginian (1946)
- Canyon Passage (Tierra generosa) (1946)
- The Beginning or the End (¿Principio o fin?) (1947)
- El beso de la muerte (1947)
- Command Decision (Sublime decisión) (1948)
- Impact (1949)
- Kansas Raiders (1950)
- The Big Combo (Agente especial) (1955)
- El experimento del doctor Quatermass (1955)
- Quatermass 2 (1957)
- Cowboy (1958)
- Never So Few (Cuando hierve la sangre, 1959)
- The Errand Boy (Un espía en Hollywood, 1961)
- The Pigeon That Took Rome (Aventura en Roma), 1962)
- Curse of the Fly (1965)
- How to Stuff a Wild Bikini (1965)
- Waco (1966)
- Gamera (1965)
- The Fat Spy (1966)
- Five Golden Dragons (1967)

## Premios y distinciones
Premios Óscar
| Año  | Categoría              | Película   | Resultado |
| ---- | ---------------------- | ---------- | --------- |
| 1940 | Mejor actor de reparto | Beau Geste | Nominado  |